# Domännamn
Ett domännamn är på Internet ett namn på en administrativ helhet på Internet. Organisationers offentliga tjänster (såsom e-post och webbplatser) och enskilda datorer kan ofta nås med hjälp av domännamnet. Domännamnen finns till för att människor ska slippa komma ihåg de numeriska IP-adresser som används som "telefonnummer" på internet mellan datorer. Dock måste alltid domännamnet översättas till motsvarande IP-adress innan kommunikation kan ske. Detta sker vanligen automatiskt och osynligt genom en uppslagning i den löst sammanhållna globalt distribuerade databasen DNS, något som kan liknas vid Internets telefonkatalog.

## Uppbyggnad

Ett domännamns uppbyggnad.

Ett domännamn består av flera olika (maximalt 127) delar. De olika delarna är separerade med punkter. Exempelvis är den första delen av "sv.wikipedia.org", "sv" en underdomän, möjligen namnet på en enskild dator inom organisationen "Wikipedia". Organisationen har i detta fall registrerat sig under toppdomänen .org (som i första hand används av icke-kommersiella organisationer). Toppdomänerna anses ligga under en för hela Internet gemensam rotdomän.
Underdomänen har här uppkallats enligt använt språk (svenska), men kunde vara ett godtyckligt namn på själva datorn. Ofta tilldelas serverdatorer underdomännamn enligt funktion, såsom "www", "ftp" och "mail" för webbserver, filserver respektive e-postserver.
Beroende på toppdomänen registrerar enskilda organisationer antingen en underdomän direkt under toppdomänen (som i fallet wikipedia.org ovan) eller i lämplig underdomän under denna (Oxfords universitet har till exempel adressen ox.ac.uk, där ac står för akademiska institutioner). Organisationens domän kan uppdelas vidare för olika underavdelningar, medan det fullständiga domännamnet ofta står för en enskild maskin eller funktion.

## Tilldelning
Domännamn delas ut av de organisationer som av ISOC fått rätten att administrera de olika toppdomänerna. Det är vanligt att den som vill registrera ett domännamn gör det via en återförsäljare, en så kallad registrar. Till exempel Internetstiftelsen, som ansvarar för Sveriges och Niues toppdomäner (.se och .nu) låter inte allmänheten direkt registrera domäner (2021).
Under olika toppdomäner gäller olika regler om hur namnet får se ut. Dels gäller detta teckenuppsättningen, dels specifika namn och klasser av namn.
I princip tillåts endast en mycket begränsad teckenuppsättning: bokstäver, siffror och vissa specialtecken, kodade enligt ASCII. Man har dock infört ett system med IDN-namn, där andra tecken kodas med ASCII-tecken. Ett IDN-namn i kodad form inleds med prefixet "xn--", och domännamn som inleds så tillåts endast som kod för ett IDN-namn.
Teckenuppsättningen för IDN-namn under en viss toppdomän regleras framförallt för att olika tecken kan se lika ut; grekiska "Н" (stora eta) skrivs ofta identiskt med svenska "H". Därför har till exempel Ryssland två toppdomäner: .ru från tiden med ASCII-begränsningen och .рф där endast kyrilliska tecken tillåts. Under .se tillåts de tecken som förekommer i de nordiska ländernas språk, inklusive erkända minoritetsspråk (hebreiska och latinska bokstäver får inte blandas). Under .fi tillåts utöver ASCII endast åäö och bokstäver som används av de samiska språken i Finland.
Institutioner med ett IDN-namn har i allmänhet ett parallellnamn på ren ASCII-form, då IDN-koden är svår att minnas. Till exempel kunde www.göteborg.se (www.xn--gteborg-90a.se) peka på samma dator som www.goteborg.se. I det här fallet gäller dock certifikatet endast ASCII-namnet "goteborg.se", vilket är typiskt men gör att IDN-namnet bör anses som inofficiellt.

## Domänkapning
Då domännamnet är en viktig adress till en organisation så är rätten till namnet viktigt och kan jämföras med den för ett varumärke. Domänkapning handlar om att illasinnade tar åt sig en domänadress av stort intresse för en organisation för att sedan sprida negativa budskap om företaget och/eller kräva pengar för att överlämna domännamnet. Det finns även omvänd domänkapning så kallad reverse domain hijacking, där ett företag (varumärkesinnehavare) försöker komma över ett värdefullt domännamn på ett billigt sätt genom att hävda att innehavaren till domännamnet har kapat domänen.
Om ett domännamn är ett befintligt personnamn, varumärke eller företagsnamn, eller förväxlingsbart med sådana, har den med rätt till namnet, ifråga om vissa toppdomäner (t.ex. .fi och .se) och på varierande villkor rätt att få överta det om någon annan registrerat det utan sådan rätt. I många domäner ges domännamnet till den första som begär det och ett eventuellt övertagande är en förhandlingsfråga mellan varumärkesinnehavaren och domäninnehavaren. I sådana domäner är det vanligt att registrera domännamn som är snarlika något sedan tidigare etablerat domännamn eller varumärke i hopp om att senare kunna sälja det en vanlig praxis. Andra registrerar dem för att kunna få intäkter genom att visa reklam för dem som stavat ett känt domännamn fel.